# Владимир Каврайский (судно)
«Влади́мир Кавра́йский» — единственное судно построенное по проекту 97Б. Является ледокольным гидрографическим судном неограниченного района плавания для производства гидрографических работ в Арктике и Северных морях. Входило в состав Отдельного дивизиона океанографических исследовательских судов Гидрографической службы Краснознамённого Северного флота (ОДОИС ГС КСФ). С июля 2011 года перечислено в состав вспомогательного флота КСФ (Отряд судов обеспечения КСФ) и используется в качестве плавучей казармы. С марта 2012 года носит название ПКЗ-86.
Регистр СССР — 1 категория, класс УЛР 4/1 С (ледокол).

## Конструкция

### Корпус
Корпус цельносварной с семью водонепроницаемыми переборками с поперечной системой набора. Установлены дублирующие шпангоуты того же профиля, что и основные. Шпация составляет 600 мм (от 13-го до 87-го), остальная — 680 мм. Главным отличием от ледоколов проекта 97 является увеличение длины корпуса судна до 70,1 метра, соответственно водоизмещение судна увеличилась до 3450 тонн, а осадка до 6,4 метра. Высота борта составила 8,3 метра. Форштевень и ахтерштевень выполнены по схеме лито-сварной конструкции. Ледовый пояс толщиной 16 мм идёт вдоль борта, увеличиваясь до 18 мм к носовой части, что позволяло преодолевать сплошной лёд до 80 см, а битый до 2 м. Ширина судна осталась как на проекте 97 — 18,06 метра. Надстройка — удлинённая развитая. Увеличение запасов топлива и продовольствия позволили продлить автономное плавание до 60 суток (или 13 100 морских миль) при увеличении экипажа до 63 человек (в том числе 8 человек для обслуживания вертолёта) и научной экспедиции до 17 человек. Вес перевозимого груза или дополнительного научного оборудования мог составлять до 50 тонн.

### Судовые системы и оборудование
Судовые системы и оборудование включали в себя:
- креновая система — обеспечивает перекачку балластных вод с борта на борт, для создания или устранения крена в пределах 5°;
- дифферентная система — изменяет осадку на 1 метр на нос или корму;
- противопожарная система — состоит из трёх лафетных стволов установленных на ходовом мостике;
- крановая установка С-818 — способна поднимать груз до 8 тонн на вылете стрелы 18 метров;
- грузовые стрелы — две стрелы грузоподъемностью по 1,5 тонны каждая установлены на баке;
- вертолётная площадка — смонтирована на верхней палубе способна принимать вертолёты типа Ка-25;
- буксирно-швартовочное устройство — двухбарабанная электролебёдка развивающая тяговое усилие в 25 тонн на главном и 10 тонн на вспомогательном барабанах, служит для буксировки судов через буксирный вырез с привальными брусьями и кранцами.

### Оборудование связи
- главная радиостанция состоит из передатчика «Блесна-СВ» и приёмника «Волна-К»;
- эксплуатационная радиостанция состоит из передатчика «Блесна-КВМ» и приёмника «Волна-К»;
- аварийная радиостанция состоит из передатчика АСП-3-0,06 и приёмника ПАС-3;
- диспетчерский передатчик Р-609М «Акация»;
- два передатчика «Шлюп»;
- устройство для подачи аварийных сигналов АПМ-54П;
- автодатчик сигналов АПСТБ-1;
- радиотрансляция «Берёзка».

### Навигационное оборудование
- навигационная РЛС «Дон»;
- магнитный компас УКП-М1 (главный);
- магнитный компас КМ-М3 (путевой);
- гирокомпас «Курс-4»;
- радиопеленгатор СРП-5;
- эхолот НЭЛ-5;
- лаг МГЛ-25.

### Лабораторный комплекс
Лабораторный комплекс состоял из 8 лабораторий:
- 2 батометрические;
- 1 камеральная;
- 1 гравиметрическая;
- 1 геомагнитная;
- 1 фотолаборатория;
- 1 гидрологическая;
- 1 химико-грунтовая.

### ГЭУ и дизель-генераторы
Главная энергетическая установка — трёхвальная состоит из трёх дизель-электрических силовых установок (ДЭСУ) 13Д100 на основе дизелей типа Д100 и двух двухъякорных генераторов ПГ-145, производства Харьковского паровозостроительного завода имени Малышева, общей мощностью 5400 л. с. Мощность от ДЭСУ передавалась на три гребных электродвигателя (один из них носовой). Впервые для строящихся судов в СССР на всех модификациях проекта 97 была применена автоматизированная система электродвижения на постоянном токе, созданная по новым принципам регулирования работы гребных электродвигателей. Эта система позволяла обеспечить работу одного или двух ДЭСУ на носовой гребной электродвигатель; работу одного, двух или трёх ДЭСУ на оба кормовых гребных электродвигателя.
На судне имелись три вспомогательных дизель-генератора ДГТ200/1 мощностью по 200 кВт на основе двигателей 6Ч25/34, и один стояночный дизель-генератор мощностью 100 кВт. Все они вырабатывали переменный ток. Забор воздуха к ним происходил снаружи, а по подволоку отделения была проложена шумоизоляция из капронового волокна.

### Движители
Движителями являются три гребных винта фиксированного шага из стали со съёмными лопастями — два кормовых диаметром 3,5 метра (шаговое отношение равно 0,65) и один носовой винт диаметром 2,7 метра (шаговое отношение равно 0,70). Судно способно развить скорость по чистой воде в 14,5 узлов. Руль — обтекаемый с литейно-сварной прочностной рамой с обшивкой из листовой стали. Приводная машина руля электрогидравлическая РЭГЗ-6 с ручным приводом. Экономический ход — 9,4 узла. Два якоря Холла весом по 2250 кг каждый обеспечивали удержание судна на месте, а длина якорной цепи калибра 46 мм составляла 225 метров.

## Строительство
Для нужд Гидрографической службы ВМФ СССР на основе ледоколов проекта 97 в ЦКБ-15 (ныне ЦКБ «Айсберг») под руководством А. Н. Василевского было создано гидрографическое судно. Оно получило имя в честь геодезиста, картографа и астронома Владимира Владимировича Каврайского. Закладка под строительным номером 779 прошла 25 февраля 1969 года на наклонном стапеле Адмиралтейского завода в Ленинграде (бывшего Судостроительного завода имени Андре Марти). Главный строитель — К. В. Вераксо. Спуск на воду состоялся 31 октября 1969 года. 31 декабря 1969 года началась опытная эксплуатация (первый командир — капитан 3-го ранга Сырков). Приёмку судна осуществил представитель ВМФ СССР — майор В. Н. Нестеров. Вторым командиром был Виктор Завгородний; далее: Сергей Муренец, Михаил Лев, Сергей Тимофеев, Павел Тафинцев.

## История службы
Флаг Гидрографической службы ВМФ СССР был торжественно поднят 25 января 1970 года. 13 июня 1970 года зачислено в состав в/ч 56045 с базированием на Мишуково. С начала постройки классифицировалось как экспедиционное океанографическое судно (ЭОС), с 1973 года — научно-исследовательское судно (НИС), с 1977 года — океанографическое исследовательское судно (ОИС), а с 2011 года — судно обеспечения.
Совместно с другими судами, такими как «Академик Крылов», «Леонид Соболев», «Иван Крузенштерн», «Адмирал Владимирский» и «Леонид Дёмин» (все проекта 852), а также «Абхазия», «Аджария», «Андрей Вилькицкий», «Башкирия», «Василий Головнин», «Семён Дежнёв» и «Фаддей Беллинсгаузен», с середины 1970-х годов были выполнены почти все гравиметрические площадные съёмки.
- 1974 год — Атлантический океан и визит в Сент-Джонс (Канада).
- 1976 год — Тихий океан и визит в Канаду.
- июнь — октябрь 1981 года — экспедиция в Гренландское море.
- 1987 год — ремонт в Гданьске.

C 1 мая 2008 года ОИС «Владимир Каврайский» исключено из кампании[какой?]. С 2011 года судно используется в качестве плавучей казармы.
Судно занесено в Книгу Почёта Мурманской области.